# Fırat Çelik
Fırat Çelik (* 25. März 1981 in Ostfildern) ist ein türkischer Schauspieler.

## Biografie
Çelik wurde am 25. März 1981 in Ostfildern geboren. Er ist der Sohn von alevitisch-kurdischen Einwanderern aus Tunceli. Im Alter von zwei Jahren zog er mit seiner Familie in die Türkei. Als Fırat neun Jahre alt war, wanderte seine Familie nach Frankreich aus.
Sein Debüt gab er 2008 in der Serie Famille d’acceuil. Anschließend war er 2009 in dem Film Welcome zu sehen. Von 2010 bis 2012 bekam Çelik in der Fernsehserie Fatmagül'ün Suçu Ne? eine Hauptrolle. Außerdem wurde er 2014 für den Film 8 Saniye gecastet. 2015 setzte er seine Karriere in Poyraz Karayel fort. Unter anderem spielte er 2021 in Saklı mit. Danach trat er 2023 in Yalı Çapkını auf.

## Filmografie
Filme
- 2009: Welcome
- 2011: Ay Büyürken uyuyamam
- 2014: 8 Saniye

Serien
- 2008: Famille d’acceuil
- 2009: Kış Masalı
- 2010–2012: Fatmagül'ün Suçu Ne?
- 2013: 20 Dakika
- 2014: Firuze
- 2014–2015: Gönül İşleri
- 2015: Poyraz Karayel
- 2021: Saklı
- 2024: Kızılcık Şerbeti